# Tarisa Watanagase

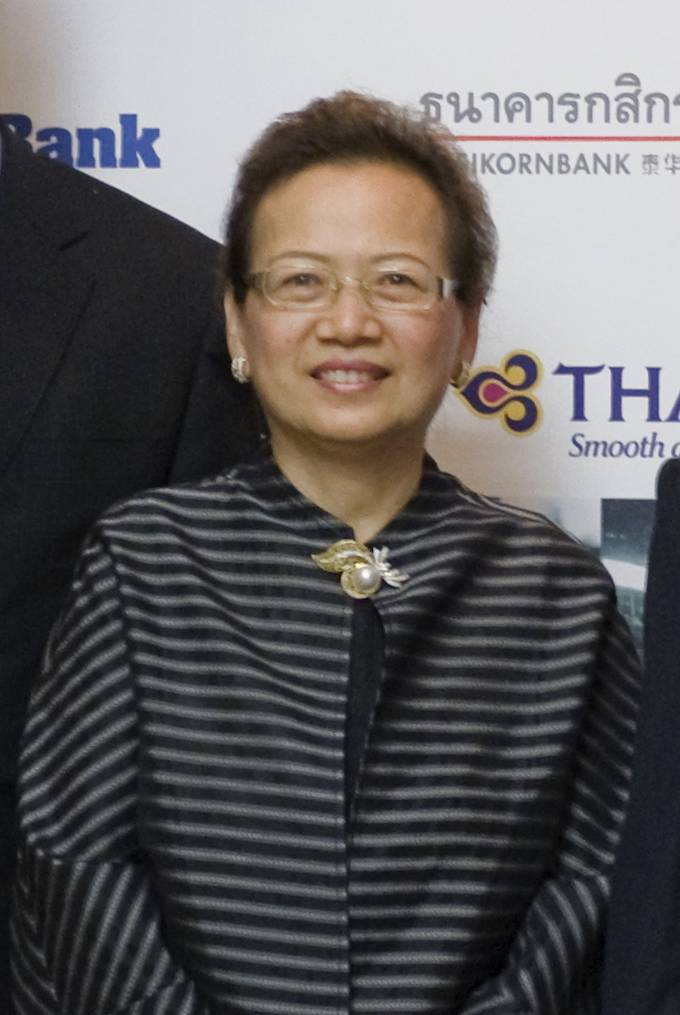
Tarisa Watanagase.

Tarisa Watanagase. (30 de noviembre de 1949) es una economista tailandesa.
Gobernadora del Banco de Tailandia desde el 17 de octubre de 2006 en sustitución de Pridiyathorn Devakula, nombrado vice primer ministro y Ministro de Finanzas en el Gobierno interino. 
Ejerció su carrera profesional en el banco que preside desde 1975 y ha trabajado en distintos departamentos de la entidad financiera, incluyendo el puesto de Vicegobernadora. Es doctor en Ciencias Económicas por la Universidad de Washington y Máster de la Universidad de Keio, en Japón. Trabajó al mismo tiempo en el Fondo Monetario Internacional desde 1998 a 1990.